# 同志社大学体育会硬式野球部
同志社大学硬式野球部（どうししゃだいがくこうしきやきゅうぶ）は、関西学生野球連盟に所属する大学野球チーム。同志社大学の学生によって構成されている。ユニフォームの表記は「DOSHISHA」、帽子は「D」の一文字。立命館大学との同立戦が看板カードとなっている。

## 歴史
1889年（明治22年）頃、同志社の学生の間で野球が広まり始める。「同志社の野球は明治二十二年頃、正門から今出川通りを挟んですぐ南隣の京都御苑で始まった」と伝わる。
1891年（明治24年）、野球部創部。明治学院で捕手として活躍していた白洲長平（白洲次郎の叔父）が転入学してきて同志社チームを組織。三高チームと「ベースボール競争運動会」として対抗試合を行った。以来、大学球界の草分けとして活動した。
1931年（昭和6年）、旧関西六大学野球連盟発足時より加盟。同年秋の最初のリーグ戦は立命館大が初代優勝を飾る。以降、関西大との2強対決（関立戦）として1940年（昭和15年）まで、京都帝大の2回以外は全てこの2校が優勝校を占めている状況（関大12回、立命5回）だった。同志社も渡辺博之（のち同大監督）や蔦文也の投手陣、徳網茂捕手らを擁して1941年（昭和16年）春季リーグ戦になって初優勝を遂げ、秋も優勝し春秋連覇を果たすと、戦後の1946年（昭和21年）まで怒濤の6連覇を遂げた。以降、1981年（昭和56年）までの旧関西六大学リーグ通算で18回の優勝を誇る（立命は17回）。
戦後の1947年（昭和22年）から5回実施された、東京六大学、東都大学、そして旧関西六大学の3連盟間で王座を決する全国大学野球王座決定戦の第4回大会（1950年）に出場したが、早稲田大が優勝した。同1950年（昭和25年）秋、リーグ戦優勝。
1952年（昭和27年）、4回生の小俣滋が初の三桁にのせるリーグ最多の通算118安打を記録した。
1953年（昭和28年）、国松彰、青木稔、伊香輝男らの投手陣が入学し、同1953年秋季リーグで青木が6勝を挙げるなど活躍したが、1950年代は関関が強くなかなかリーグ戦上位を覗うことができなかった。揃って2年で中退した国松・青木が1955年（昭和30年）に巨人軍に入団した。同55年、1950年秋以来およそ5年ぶりに春季リーグ戦で優勝。続く第4回全日本大学野球選手権大会準決勝で島津四郎投手擁する日本大に3-4（延長10回）で惜敗。同55年7月、米軍慰問旅行の途次在日米軍慰問で来日した南加大が明治大、日本大、同志社に3勝した。
1960年（昭和35年）、2回生山尾孝雄投手（通算24勝10敗）を擁して春季リーグ戦に優勝。通算10回目の優勝となる。続く第9回全日本大学野球選手権大会決勝で山崎正之と新山彰忠両投手擁する法政大に1-2（延長14回）で敗れ準優勝。その翌1961年（昭和36年）、OBで元プロの渡辺博之が監督に就任し、1978年（昭和53年）まで長期にわたり指揮をとった。
1962年（昭和37年）、入替戦を趣旨とする関西大学野球連合が成立し、旧関西六大学野球連盟も参加した。その頃、1964年・1965年の各秋季リーグ戦で優勝し、エース久野剛司（通算33勝〈同大歴代1位〉16敗）が活躍した。
1971年（昭和46年）、エース増岡義教（72年卒）の活躍で、3回生山口高志投手（通算46勝〈リーグ歴代1位〉11敗）擁する関大の5連覇を阻み春季リーグ戦を10戦全勝して優勝。第20回全日本大学野球選手権大会では準決勝で横山晴久投手擁する法政大に1-4で敗退した。
1973年（昭和48年）、旧関六で無双した関大山口高志投手卒業後、左腕の上級生清原投手や2回生田尾安志投手（通算14勝3敗）と3回生笹本信二捕手のバッテリー、4番中井順二を中心に2回生の花野巧や吉川博敏（共にのち同大監督）らの打撃陣で春のリーグ戦を全勝優勝した。続いて臨んだ第22回全日本大学野球選手権大会で中央大の2回生投手田村政雄に完封されベスト4。同年秋のリーグ戦も制し春秋連覇を果たす。初出場の第4回明治神宮野球大会では栗橋茂や2回生中畑清擁する駒澤大に敗れ準優勝。翌1974年（昭和49年）の第5回明治神宮野球大会に2度目の出場をし、またしても中大の田村に完封されベスト4に終わる。同74年には小竹重行投手が入学。この時代以降は田尾の1年下斉藤明雄投手擁する大阪商業大や同じく平田英之投手擁する立命館、田尾の同期森口益光投手擁する近畿大が強く、小竹在学中の8季中6季が2位であった。
1978年（昭和53年）、3回生エース中本茂樹（通算31勝9敗）と1年下の渋谷卓弥捕手のバッテリー、同神宮大会で連続安打記録（7打席）と最多安打記録を樹立した植村忠、島田芳明、野口真一ら3回生を中心に秋季リーグ戦優勝。続いて第9回明治神宮野球大会準決勝で、向田佳元と北口勝久両投手や岡田彰布擁する早稲田大を4-1、決勝で松沼雅之投手擁する東洋大を6-2と次々撃破し、渡辺監督最終年に神宮大会で初の大学日本一となる。翌1979年（昭和54年）、最上級生中本投手らを擁して秋季リーグ戦優勝。続いて出場した第10回明治神宮野球大会1回戦の九州産業大戦では、1回生大畑徹投手に抑え込まれ0-7（8回コールド）で大敗した。
1982年（昭和57年）、立命や関学が旧関六から下部リーグに降格し同立戦や関関戦などの対抗試合ができないこと、下部の諸大学が1部の旧関六になかなか昇格できないことなどの不満が顕在化し、1962年以来採用されていた入替戦を趣旨とする連合が解体され、関関同立、京都大に近畿大を加えた現在の関西学生野球連盟が創設された。
1980年代は新興の近大の連覇が続くなか、1983年（昭和58年）秋季リーグ戦で、3回生田中嘉尚（通算25勝）と甲子園で準優勝した2回生の小さな大投手 井口和人（通算20勝、トヨタ自動車）らの投手陣と3回生桐山一憲のバッテリーを擁してリーグ戦優勝。代表決定戦を勝ち抜き、続く第14回明治神宮野球大会初戦2回戦で九州産業大を2-0で下すも、準決勝で鍋島博と3回生河野博文両投手擁する駒大に0-4で敗れた。この頃から野球部の強化が進み、清水孝悦、清水哲、笹岡伸好、安本政弘、松田訓、片岡篤史、宮本慎也ら当時高校球界常勝のPL学園から好選手の入部が続いた。80年代後半には酒井光次郎投手擁する近大がリーグ戦6連覇を遂げた。その間、同級生同士となる杉浦正則投手（通算23勝14敗、91年卒）擁する同志社と長谷川滋利投手（通算40勝〈リーグ歴代2位〉18敗、91年卒）擁する立命館がほぼ交互にリーグ戦2位を占めた。
酒井らが卒業した1990年代前半から半ばにかけてリーグ戦の行方は近大1強から混迷した展開となる。1990年（平成2年）、杉浦長谷川共に最上級生となり、まず立命館が同年春に1986年（昭和61年）春秋連覇以来4年ぶりのリーグ優勝を果たす（しかし当時設置されていた関西地区代表決定戦に敗れ全日本大学選手権には不出場）。次いで同年秋、同志社が杉浦や鴨井伸昌（通算13勝8敗）らの投手陣、松田訓、池田高時代の86年選抜甲子園優勝メンバー藤原浩史ら4回生、片岡篤史、西詰嘉明投手ら3回生、宮本慎也、飯倉敏昭（通算13勝10敗）や前田孝介（通算12勝7敗、大阪ガス）ら投手陣の2回生を擁して1983年（昭和58年）秋以来7年ぶりのリーグ優勝を果たす。続く第21回明治神宮野球大会準決勝で小池秀郎温存高津臣吾先発で臨んだ亜細亜大を、決勝で高橋一太郎や元雄潤らの投手陣と主軸に山口高誉や溝口智成らを擁する立教大を破り12年ぶり2度目の優勝を果たす。
翌1991年（平成3年）春には関大が高木貴と池添修世両投手の活躍で山口高志以来久々の優勝を果たす。以降も、同大細見和史（通算18勝14敗、96年卒）に小塩貴（通算11勝10敗、95年卒）や辻太一（通算12勝9敗、96年卒）、関大岡本晃、近大大塔正明と1年下の今井圭吾、関学木原栄一郎と2年上の本荘雅章（のち関学監督）、立命水田章雄と1年上の金森隆浩らが投げ合い、各校が優勝する展開となる。しかし90年代後半になると、二岡智宏ら擁する近大の連覇が続き、時に立命などが互する展開が続いた。2000年代に入る頃の時代は、野口英巳（通算21勝17敗、00年卒）や東出康成（通算20勝20敗、00年卒）らの投手陣、藤田和男捕手や平石洋介らが活躍した。
2003年（平成15年）、エース渡辺亮（通算26勝13敗）や3回生染田賢作（通算15勝9敗 らの投手陣を擁して秋のリーグ戦で糸井嘉男や野村宏之らの投手陣擁する近大の5連覇を阻み10年ぶり22度目の優勝を果たす。しかし、続く代表決定戦で大阪産業大に敗れ神宮出場ならず。2008年（平成20年）、新日鉄大分や明豊高を率いた小玉孝が監督就任。この頃は、佐川仁崇投手（通算22勝16敗、09年卒）らが活躍した。
2008年秋と2009年秋に藤原正典投手擁する立命館が近大を抑えリーグ優勝したのに続き、翌2010年（平成22年）、通算25勝を挙げた4回生藤井貴之投手（通算25勝15敗）と3回生小林誠司のバッテリーで、春のリーグ戦で13季振り23度目の優勝を果たす。続く全日本大学選手権（第59回）に1973年以来37年振りに出場したが、準々決勝で3回生菅野智之投手擁する東海大に0-7（7回コールド）で敗退。秋のリーグ戦も優勝し同73年以来37年振り5度目の春秋連覇を果たすが、代表決定戦で関西国際大に敗れ神宮大会出場はならなかった。翌2011年（平成23年）、小林誠司捕手を中心に春秋リーグ戦で連覇し、戦後初のリーグ戦4連覇を遂げる。しかし、春は2年連続で全日本大学選手権（第60回）に出場したが、初戦2回戦で3回生大瀬良大地投手擁する九州共立大に0-3で敗退。秋は代表決定戦で神戸学院大に敗れ神宮大会出場はならなかった。

## 本拠地
京都府京田辺市多々羅都谷1-3　同志社大学体育ハウス2

## 記録
- リーグ優勝26回（旧関西六大学リーグを含む）
- 全日本大学野球選手権大会 出場6回、準優勝1回
- 明治神宮野球大会 出場7回、優勝2回 準優勝1回

## 主な出身者
Category:同志社大学体育会硬式野球部の選手も参照。

### プロ野球
- 竹田助一（阪急軍）
- 富永嘉郎（南海・近畿日本）
- 岡本利三（名古屋-南海-唐崎）
- 蔦文也（東急フライヤーズ、後に池田高校野球部監督）
- 渡辺博之（全大阪-大阪-近鉄、後に同志社大野球部監督、同志社大教授）
- 国松彰（中退、巨人、後に亀屋万年堂会長）
- 久野剛司（阪神)
- 笹本信二（阪神-阪急-巨人、巨人スコアラー）
- 田尾安志（中日-西武-阪神、楽天初代監督、野球解説者）
- 島田芳明（中日-近鉄）
- 中本茂樹（日本生命-ヤクルト、巨人コーチ等）
- 片岡篤史（日本ハム-阪神、中日二軍監督）
- 宮本慎也（プリンスホテル-ヤクルト、日本プロ野球選手会元会長）
- 細見和史（横浜-西武-阪神）
- 藤田和男（日本生命-DeNAコーチ）
- 平石洋介（トヨタ自動車-楽天、楽天元監督）
- 渡辺亮（日本生命-阪神）
- 染田賢作（横浜、後に西城陽高監督）
- 小林誠司（日本生命-巨人）
- 東山玲士（ENEOS→オリックス）

### アマチュア野球その他
- 黒田脩（同志社大野球部OB会長、旧関六野球連盟・現関西学生野球連盟理事長 / 京二中時代、戦後再開された第28回全国中等学校野球選手権の戦後最初の打者）
- 野口真一（同志社大野球部監督)
- 桐山一憲（元P&G社長）
- 杉浦正則（日本生命、野球日本代表）
- 濱田隼平（中京テレビ放送アナウンサー）
- 平松翔馬（読売テレビアナウンサー）